# Jacqueline Obradors
Jacqueline Danell Obradors (ur. 6 października 1966 w Kalifornii) – amerykańska aktorka.

## Filmografia
- 2009 - Anatomy of Hope jako Maria Hernandez
- 2009 - Crossing Over jako Phadkar, agentka specjalna
- 2004 - Antidotum jako Amy
- 2003 - Odwet jako Stacy Vetter
- 2001 - Zupa z tortillą jako Carmen Naranjo
- 1999 - Boski Żigolo jako Elaine Fowler
- 1998 - Sześć dni, siedem nocy jako Angelica
- 1997 - The People jako Dee Ramon
- 1996 - Następcy parszywej dwunastki jako Vasquez
- 1995 - Kochany urwis 3 jako Conchita
- 1993 - Zabójca jakuzów jako Rita
- 1993 - Kelner

## Seriale
- 2005-2006 - Freddie jako Sofia
- 2003 - Dowody zbrodni jako dr Julie Ramierez (gościnnie)
- 2002-2007 - George Lopez jako Gloria (gościnnie)
- 2001 - Między nami facetami jako Michelle
- 2001 - Kate Brasher jako Mary Elizabeth Rodriguez
- 2000 - Battery Park jako Elena Ramirez
- 2000-2006 - Życie przede wszystkim jako Dolores Rivera (gościnnie)
- 1998-2000 - Jej cały świat jako Irma (gościnnie)
- 1996-1997 - Strefa Zagrożenia jako Marion (gościnnie)
- 1995 - Zagininy jako V (gościnnie)
- 1995-1996 - Live Shot jako Sonya Lopez (gościnnie)
- 1995-2000 - Sliders: Piąty wymiar jako Carol (gościnnie)
- 1993-2001 - Diagnoza morderstwo jako Anita (1995) (gościnnie)
- 1993-2005 - Nowojorscy gliniarze jako detektyw Rita Ortiz (2001-2005)
- 1993-1996 - John Larroquette Show, The jako Myra (gościnnie)
- 1992-1997 - Renegat jako Teresa Romero (gościnnie)
- 1991-1999 - Jedwabne pończoszki jako Maria Martine (gościnnie)
- 1990-1993 - Parker Lewis - (gościnnie)
- 1984-1996 - Napisała: Morderstwo jako Patricia Decalde (gościnnie)